# Director de video musical

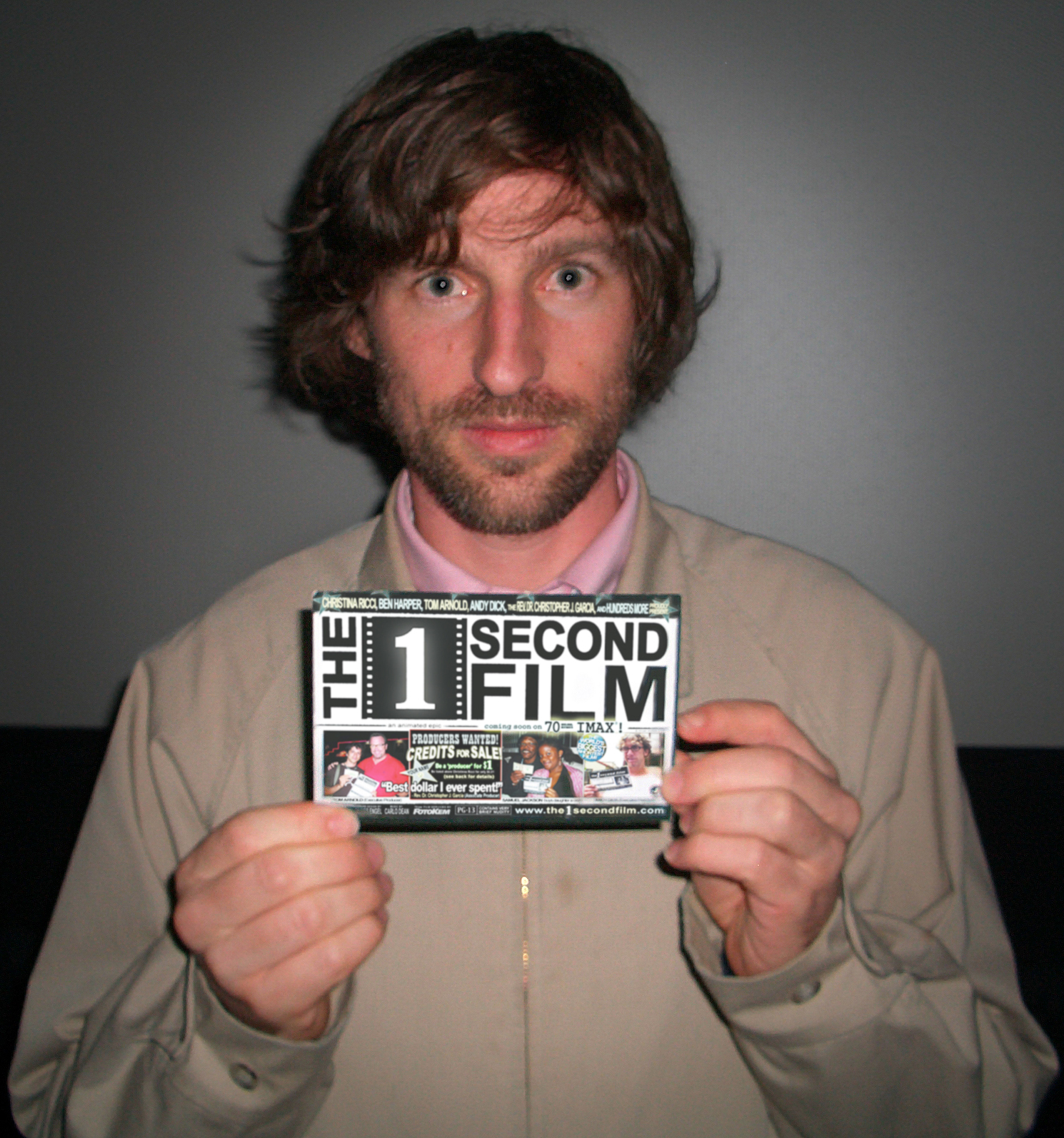
El estadounidense Spike Jonze.

Un director de vídeo musical o de videoclip, es un director de cine que se especializa en crear cortometrajes guiados por una determinada canción. Estos se llaman videos musicales y se usan como herramienta promocional para sencillos de música popular. Los primeros videos de música solían ser realizados por directores de cine y televisión. Ya en los años 1990, este tipo de videos se transformó en un campo más especializado.
Entre los directores de videos musicales más renombrados están: los estadounidenses Dave Meyers, Spike Jonze, Joseph Kahn, Wayne Isham, Hype Williams y David Fincher; los británicos Chris Cunningham, Nigel Dick, Sophie Muller y Jake Nava; y los franceses Michel Gondry y Jean-Baptiste Mondino.